# Dovray, Minnesota
Dovray là một thành phố thuộc quận Murray, tiểu bang Minnesota, Hoa Kỳ. Năm 2010, dân số của thành phố này là 57 người.

## Dân số
- Dân số năm 2000: 67 người.
- Dân số năm 2010: 57 người.